# Franz Amberger
Franz Amberger (geboren am 10. August 1887 in Mining; ermordet am 12. Februar 1943 in München-Stadelheim) war ein österreichischer Lokomotivheizer und Widerstandskämpfer gegen das NS-Regime.

## Leben
Franz Amberger war Mitglied der Sozialdemokratischen Arbeiterpartei Österreichs (SDAÖ) von 1915 bis 1933, wurde aber vor den Februarkämpfen 1934 KPÖ-Mitglied. 1939/1940 war er am Wiederaufbau der illegalen KPÖ-Organisation in Braunau beteiligt und übernahm schließlich die Leitung der sieben- bis achtköpfigen Gruppe. Die Braunauer Gruppe arbeitete eng mit der KPÖ-Gruppe in Salzburg zusammen. Als diese aufgedeckt wurde, wurden auch Mitglieder der Gruppe in Braunau enttarnt. Ende April 1942 wurde Franz Amberger von der Gestapo in Linz verhaftet, auch sein älterer Bruder Jakob wurde verhaftet. Am 28. Oktober 1942 fand das Verfahren vor dem Volksgerichtshof, 2. Senat in Salzburg, statt. Die beiden Brüder wurden der Vorbereitung des kommunistischen Hochverrates bis Februar 1942 für schuldig befunden. Jakob Amberger wurde zu 12 Jahren Zuchthaus verurteilt. Da Franz Amberger eine Funktionärsstellung innehatte, wurde er zum Tode durch das Fallbeil verurteilt. Das Urteil wurde am 12. Februar 1943 in München-Stadelheim vollstreckt. Insgesamt wurden in dieser Haftanstalt während des NS-Regimes 1.035 Männer und Frauen hingerichtet.
In Braunau-Laab wurde eine Straße nach dem Widerstandskämpfer benannt, des Weiteren gibt es einen Stolperstein für ihn in Braunau am Inn.